# Illa de Guadalcanal

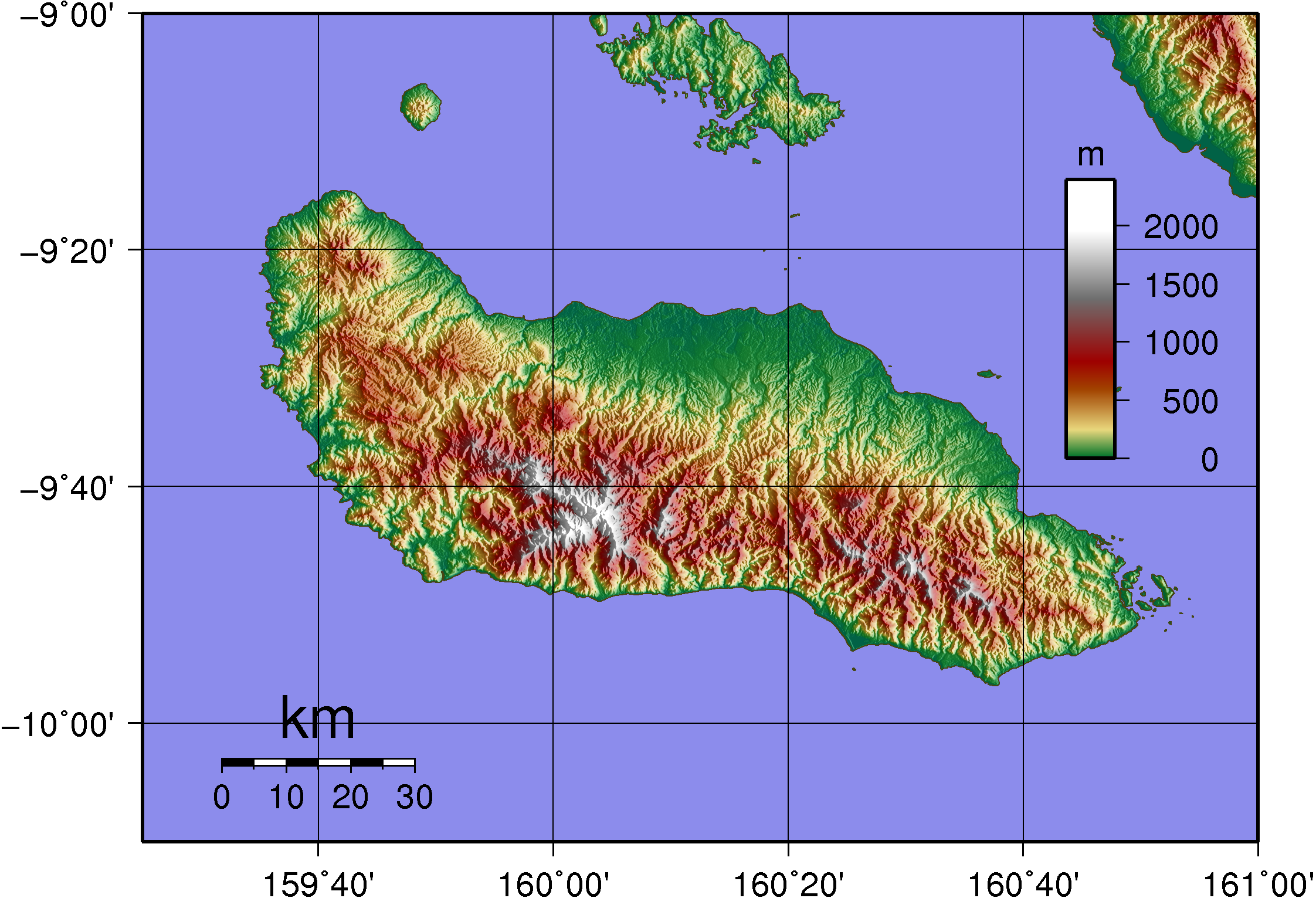
Mapa topogràfic de l'illa de Guadalcanal. El volcà Popomanaseu és a la zona indicada en color blanc de la meitat oest de l'illa. Honiara, la capital, és a la costa, al límit oest de la plana al nord de l'illa.

Guadalcanal és una illa del Pacífic, banyada pel mar de Salomó, és la més gran de l'arxipèlag de les Salomó. La seva superfície, de 5.336 km², és gairebé recoberta del tot de selva tropical. Durant la Segona Guerra Mundial va ser escenari d'una famosa batalla. El volcà Popomanaseu, amb 2.447 m, és el cim més alt de l'illa. La població era de 109.382 habitants el 1999, la meitat dels quals vivien a Honiara, capital de l'illa, de la província homònima i de l'estat de Salomó, prop de la qual hi ha l'aeroport internacional d'Honiara, abans anomenat Henderson.
Descoberta el 1568 durant l'expedició d'Álvaro de Mendaña, fou batejada en honor del poble natal de Pedro de Ortega, el segon de Mendaña. L'illa no va tenir un nom fixat ortogràficament fins al 1932, en què els governants britànics el van anomenar oficialment Guadalcanal, igual que el poble andalús. El nom local de l'illa és Isatabu.
El maig del 1942 l'illa fou ocupada per les tropes japoneses, que continuaven el seu avanç pel sud del Pacífic i que van començar a construir-hi un aeroport. Així, Guadalcanal es va convertir en objectiu prioritari de les forces nord-americanes, que hi van dur a terme la primera invasió a gran escala durant la Segona Guerra Mundial. La batalla, lliurada alhora per terra i per mar, va continuar fins al gener del 1943, quan les tropes japoneses van abandonar l'illa, que fou declarada segura el 9 de febrer.